# كأس التحدي الإسكتلندي 1996–97
كأس التحدي الإسكتلندي 1996–97 (بالإنجليزية: 1996–97 Scottish Challenge Cup)‏ هو موسم من كأس التحدي الإسكتلندي ‏. كان عدد الأندية المشاركة فيه 30، وفاز فيه نادي سترنرير ‏.